# Leptostegna asiatica
Leptostegna asiatica är en fjärilsart som beskrevs av W. Warren 1893. Leptostegna asiatica ingår i släktet Leptostegna och familjen mätare. Inga underarter finns listade i Catalogue of Life.